# Боллеграф, Манон
Манон Боллеграф (нидерл. Manon Bollegraf; р. 10 апреля 1964 в Хертогенбосе) — нидерландская профессиональная теннисистка, мастер игры в парах. Четырёхкратная победительница турниров Большого шлема в смешанном парном разряде, финалистка Кубка Федерации 1997 года, финалистка Уимблдонского турнира 1997 года и чемпионата WTA-тура 2000 года в женском парном разряде. С 2006 по 2013 год — капитан сборной Нидерландов в Кубке Федерации.

## Спортивная карьера

### 1985—1991
Манон Боллеграф впервые приняла участие в профессиональном теннисном турнире Женской теннисной ассоциации (WTA) в 21 год, в ноябре 1985 года. Уже в январе 1986 года она выиграла свой первый турнир Международной федерации тенниса (ITF) в Сан-Антонио в паре с соотечественницей Мари ван дер Торре. До конца года она выиграла ещё по два турнира ITF в одиночном и парном разрядах и дошла до финала турнира WTA в Буэнос-Айресе в парном разряде с другой соотечественницей, Николь Мунс-Ягерман.
Следующего значительного успеха Боллеграф пришлось ждать до 1988 года. В этом году она выиграла свой первый турнир WTA, в Страсбуре, в паре с австралийкой Николь Брандтке. Она также дошла до четвертьфинала Открытого чемпионата Австралии в паре с американкой Сэнди Коллинз. На следующий год она выиграла единственный в своей карьере турнир WTA в одиночном разряде, взяв в финале турнира в Оклахоме верх над советской теннисисткой Лейлой Месхи. Эта победа и несколько выходов в полуфиналы и финалы других турниров позволили ей к лету 1990 года войти в число тридцати сильнейших теннисисток мира согласно рейтингу WTA. В парном разряде за 1989 и 1990 годы она завоевала шесть титулов WTA, а в 1990 году с Мередит Макграт дошла до финала чемпионата WTA среди пар, где они проиграли советской паре Наталья Зверева—Лариса Савченко. Однако наиболее значительных успехов в этот период Боллеграф достигает с ещё одним своим соотечественником Томом Нейссеном: они выигрывают Открытый чемпионат Франции 1989 года и Открытый чемпионат США 1991 года в смешанном парном разряде.

### 1992—1996
Наиболее заметным успехом 1992 года стал для Боллеграф выход в четвертьфинал Открытого чемпионата Франции в одиночном разряде. По пути в четвертьфинал она нанесла поражения десятой и четырнадцатой ракеткам мира. Она также выиграла два турнира в парах. Пропустив вторую половину 1992 года из-за травм, 1993 год она проводит в паре с американкой Катриной Адамс. Вместе они выигрывают три турнира, в том числе первый в карьере Боллеграф турнир I категории. Боллеграф также в третий раз доходит с Нейссеном до финала турнира Большого шлема, но в финале Уимблдонского турнира они проигрывают легендарной Мартине Навратиловой и Марку Вудфорду, за год до этого трижды выигрывавшему турниры Большого шлема в миксте. По итогам сезона Адамс и Боллеграф завоевали право на участие в финальном турнире WTA-тура.
В 1994 году Боллеграф выступала за клуб «Idaho Sneakers» в профессиональной теннисной лиге World TeamTennis. Её клуб проиграл в финале команде из Нью-Джерси, возглавляемой Навратиловой. В том же году она дважды выигрывала с Навратиловой турниры WTA, в том числе вторично в карьере турнир в Цюрихе, которому к этому моменту также была присвоена I категория. Всего она выиграла за год три турнира, ещё семь раз играла в финалах и дошла с Навратиловой до полуфинала на Уимблдоне (проиграли Наталье Зверевой и Джиджи Фернандес, в итоге завоевавшим свой двенадцатый титул Большого шлема за четыре года), а в финальном турнире года они проиграли в полуфинале Яне Новотной и Аранче Санчес.
1995 год тоже был успешным для Боллеграф. Она выиграла пять турниров в парном разряде, из них четыре с американкой Николь Арендт, и ещё четырежды играла в финалах, в том числе вторично в парном чемпионате WTA. В итоговом турнире сезона второй раз подряд в полуфинале на её пути стали Новотна и Санчес. В следующем году она одержала всего две победы, но одну из них в парном чемпионате WTA, снова с Арендт. Ещё одним успехом стал выход в полуфинал Олимпиады в Атланте. С Брендой Шульц-Маккарти они победили в четвертьфинале Мартину Хингис и Патти Шнидер из Швейцарии, но в полуфинале уступили 7-5, 7-6 будущим чемпионкам Джиджи и Мэри-Джо Фернандес. Матч за третье место они проиграли испанкам Мартинес и Санчес. Боллеграф также дошла до полуфинала Открытого чемпионата Австралии и четвертьфиналов Открытого чемпионата Франции и Открытого чемпионата США в женских парах (все с Арендт) и до финала Открытого чемпионата США с американским мастером парной игры Риком Личем в миксте.

### 1997—2000
После 1996 года Боллеграф окончательно сосредоточилась на игре в парах. Это оказалось верным решением: в 1997 году она выиграла два турнира Большого шлема (Открытый чемпионат Австралии и Открытый чемпионат США) с Риком Личем, а с Арендт одержала победы на четырёх турнирах, в том числе вторично на чемпионате WTA среди пар, и единственный раз в карьере дошла до финала турнира Большого шлема в женских парах: в финале Уимблдонского турнира они уступили Зверевой и Джиджи Фернандес, выигравшим в тот год три турнира Большого шлема из четырёх. В итоговом турнире WTA-тура Арендт и Боллеграф снова проиграли в полуфинале, на этот раз француженкам Натали Тозья и Александре Фусаи. В составе сборной Нидерландов Боллеграф дошла до финала Кубка Федерации, где её команда также была повержена француженками. Эти успехи привели к тому, что в начале 1998 года она оказалась на четвёртой строчке рейтинга среди теннисисток в парном разряде, высшей в карьере.
Однако из-за травмы Арендт дуэт распадается, Боллеграф в поисках нового партнёра выступала с Новотной, пыталась вновь играть с Катриной Адамс, затем из-за травм пропустила первую половину сезона 1999 года, и в итоге их сотрудничество с Арендт возобновилось ещё на полтора года. Именно с ней в паре Боллеграф единственный раз в карьере дошла до финала итогового турнира WTA 2000 года, поставив таким образом в своей карьере красивую точку.

## Участие в финалах турниров Большого Шлема (7)

### Женский парный разряд (1)
| Результат | Год  | Турнир              | Партнёр       | Соперники в финале               | Счёт в финале |
| Поражение | 1997 | Уимблдонский турнир | Николь Арендт | Наталья Зверева Джиджи Фернандес | 6–74, 4–6     |

### Смешанный парный разряд (6)
| Результат | Год  | Турнир                       | Партнёр     | Соперники в финале                       | Счёт в финале |
| Победа    | 1989 | Открытый чемпионат Франции   | Том Нейссен | Аранча Санчес Викарио Орасио де ла Пенья | 6-3, 6-7, 6-2 |
| Победа    | 1991 | Открытый чемпионат США       | Том Нейссен | Аранча Санчес Викарио Эмилио Санчес      | 6-2, 7-6      |
| Поражение | 1993 | Уимблдонский турнир          | Том Нейссен | Мартина Навратилова Марк Вудфорд         | 3-6, 4-6      |
| Поражение | 1996 | Открытый чемпионат США       | Рик Лич     | Лиза Реймонд Патрик Гэлбрайт             | 6-7, 6-7      |
| Победа    | 1997 | Открытый чемпионат Австралии | Рик Лич     | Лариса Нейланд Джон-Лаффни де Ягер       | 6-3, 6-7, 7-5 |
| Победа    | 1997 | Открытый чемпионат США (2)   | Рик Лич     | Мерседес Пас Пабло Альбано               | 3-6, 7-5, 7-6 |

## Участие в финалах турниров WTA в одиночном разряде (3)

### Победы (1)
| №  | Дата        | Турнир              | Категория | Покрытие | Соперница в финале | Счёт в финале |
| -- | ----------- | ------------------- | --------- | -------- | ------------------ | ------------- |
| 1. | 27 фев 1989 | VS of Oklahoma, США | V         | Хард (i) | Лейла Месхи        | 6–4, 6–4      |

### Поражения (2)
| №  | Дата        | Турнир               | Категория | Покрытие | Соперница в финале | Счёт в финале |
| -- | ----------- | -------------------- | --------- | -------- | ------------------ | ------------- |
| 1. | 19 фев 1990 | VS of Oklahoma, США  | IV        | Хард (i) | Эми Фрезьер        | 4–6, 2–6      |
| 2. | 11 фев 1991 | Орора, Колорадо, США | V         | Ковёр    | Лори Макнил        | 3–6, 4–6      |

## Титулы WTA в парном разряде (26)
| Легенда              |
| -------------------- |
| Большой шлем (0)     |
| Чемпионат WTA (2)    |
| I категория (5)      |
| II категория (7)     |
| III категория (5)    |
| IV & V категория (7) |

| №   | Дата        | Турнир                                             | Покрытие | Партнёр             | Соперницы в финале                       | Счёт в финале |
| --- | ----------- | -------------------------------------------------- | -------- | ------------------- | ---------------------------------------- | ------------- |
| 1.  | 16 мая 1988 | Internationaux de Strasbourg, Франция              | Грунт    | Николь Брандтке     | Дженни Бирн Джанин Томпсон               | 7–5, 6–7, 6–3 |
| 2.  | 20 фев 1989 | Уичита, Канзас, США                                | Хард (i) | Лиз Грегори         | Сэнди Коллинз Лейла Месхи                | 6–2, 7–6      |
| 3.  | 17 июл 1989 | Брюссель, Бельгия                                  | Грунт    | Мерседес Пас        | Карин Баккум Симона Шильдер              | 6–1, 6–2      |
| 4.  | 16 окт 1989 | Байонна, Франция                                   | Хард (i) | Катрин Танвье       | Рафаэлла Реджи Элна Рейнах               | 7–6, 7–5      |
| 5.  | 6 ноя 1989  | Нэшвилл, США                                       | Хард (i) | Мередит Макграт     | Наталья Медведева Лейла Месхи            | 1–6, 7–6, 7–6 |
| 6.  | 5 фев 1990  | Уичита (2)                                         | Хард (i) | Мередит Макграт     | Мэри-Лу Дэниелс Венди Уайт-Проса         | 6–0, 6–2      |
| 7.  | 8 окт 1990  | BMW European Indoors, Цюрих, Швейцария             | Ковёр    | Ева Пфафф           | Динки ван Ренсбург Катрин Суар           | 7–5, 6–4      |
| 8.  | 30 сен 1991 | Лейпциг, Германия                                  | Ковёр    | Изабель Демонжо     | Кэтрин Риналди-Станкел Джилл Хетерингтон | 6–4, 6–3      |
| 9.  | 4 мая 1992  | Варегем, Бельгия                                   | Грунт    | Каролин Вис         | Елена Брюховец Петра Лангрова            | 6–4, 6–3      |
| 10. | 22 мар 1993 | Хьюстон, США                                       | Грунт    | Катрина Адамс       | Радка Зрубакова Евгения Манюкова         | 6–3, 5–7, 7–6 |
| 11. | 1 ноя 1993  | Bell Challenge, Квебек, Канада                     | Хард (i) | Катрина Адамс       | Катерина Малеева Натали Тозья            | 6–4, 6–4      |
| 12. | 8 ноя 1993  | Филадельфия, США                                   | Ковёр    | Катрина Адамс       | Кончита Мартинес Лариса Нейланд          | 6–2, 4–6, 7–6 |
| 13. | 21 мар 1994 | Хьюстон (2)                                        | Грунт    | Мартина Навратилова | Катрина Адамс Зина Гаррисон              | 6–4, 6–2      |
| 14. | 3 окт 1994  | Barilla Indoors, Цюрих (2)                         | Ковёр    | Мартина Навратилова | Мередит Макграт Патти Фендик             | 7–6, 6–1      |
| 15. | 17 окт 1994 | Брайтон, Великобритания                            | Ковёр    | Лариса Савченко     | Яна Новотна Мэри-Джо Фернандес           | 4–6, 6–2, 6–3 |
| 16. | 27 мар 1995 | Хилтон-Хед-Айленд, Флорида, США                    | Грунт    | Николь Арендт       | Наталья Зверева Джиджи Фернандес         | 0–6, 6–3, 6–4 |
| 17. | 10 апр 1995 | Хьюстон (3)                                        | Грунт    | Николь Арендт       | Вильтруд Пробст Рене Симпсон             | 6–4, 6–2      |
| 18. | 12 июн 1995 | DFS Classic, Бирмингем, Великобритания             | Трава    | Ренне Стаббс        | Николь Брандтке Кристин Канс             | 3–6, 6–4, 6–4 |
| 19. | 2 окт 1995  | Barilla Indoors, Цюрих (3)                         | Ковёр    | Николь Арендт       | Каролин Вис Чанда Рубин                  | 6–4, 6–7, 6–4 |
| 20. | 30 окт 1995 | Bell Challenge, Квебек (2)                         | Хард (i) | Николь Арендт       | Лиза Реймонд Ренне Стаббс                | 7–6, 4–6, 6–2 |
| 21. | 26 фев 1996 | EA-Generali, Линц, Австрия                         | Ковёр    | Мередит Макграт     | Ренне Стаббс Хелена Сукова               | 6–4, 6–4      |
| 22. | 20 мая 1996 | Кубок мира WTA среди пар, Эдинбург, Великобритания | Грунт    | Николь Арендт       | Наталья Зверева Джиджи Фернандес         | 6–3, 2–6, 7–6 |
| 23. | 17 фев 1997 | Faber Grand Prix, Ганновер, Германия               | Ковёр    | Николь Арендт       | Лариса Нейланд Бренда Шульц              | 4–6, 6–3, 7–6 |
| 24. | 5 мая 1997  | Открытый чемпионат Италии, Рим                     | Грунт    | Николь Арендт       | Кончита Мартинес Патрисия Тарабини       | 6–2, 6–4      |
| 25. | 21 мая 1997 | Кубок мира WTA среди пар, Эдинбург (2)             | Грунт    | Николь Арендт       | Рейчел Мак-Квиллан Нана Мияги            | 6–1, 3–6, 7–5 |
| 26. | 18 авг 1997 | Атланта, США                                       | Хард     | Николь Арендт       | Натали Тозья Александра Фусаи            | 6–7, 6–3, 6–2 |